# Moreno Cambi
Moreno Cambi (Prato, 16 febbraio 1924 – 1985) è stato un calciatore italiano, di ruolo centrocampista.

## Carriera
Nativo della frazione di San Giusto, dopo gli esordi in Serie C con il Prato nel 1942-1943, nel dopoguerra debutta in Serie B nel 1946-1947.
Disputa due campionati cadetti prima della retrocessione avvenuta nel 1948, poi il vittorioso campionato di Serie C 1948-1949 al termine del quale i toscani riconquistano la Serie B, ed un altro campionato cadetto prima della nuova retrocessione in Serie C. Conta in totale 102 presenze ed una rete in Serie B.
Rimane al Prato fino al 1954, quando si trasferisce al Pontedera.
Cessata la carriera di calciatore diviene apprezzato istruttore di giovani calciatori presso la società Ambrosiana Capp-Plast del quartiere Soccorso di Prato. 

## Palmarès

### Club

#### Competizioni nazionali
- Serie C: 2

Prato: 1945-1946, 1948-1949
- IV Serie: 1

Prato: 1953-1954

#### Competizioni regionali
- Promozione: 1

Pontedera: 1954-1955